# Årsexamen i Ruskaby skola
Årsexamen i Ruskaby skola är ett lustspel skrivet av Walter Stenström. Pjäsen handlar om en skolavslutning i folkskolan under senare delen av 1800-talet och utspelar sig i den fiktiva "Ruskaby skola", och räknas som en av de mest spelade teaterpjäserna i Sveriges historia.
Pjäsen tycks första gången ha publicerats 1923 under titeln Årsexamen i Ruskaby skola för 50 år sedan och har sedan återutgivits flera gånger.